# Силова електроника
Силовата електроника е съвкупност от преобразуващи устройства на базата на полупроводници и системи от микроелементи, участващи в силнотоковата верига на различни електрически съоръжения. Тя е област на електрониката. Използва се в енергетиката, захранването на различни машини и оборудване.

## История
Силовата електроника (англ. Power electronics) е дял от електрониката, който се занимава с преобразуване на електрическа (електромагнитна) енергия посредством електронни преобразуватели (силови електронни преобразуватели). Електронните преобразуватели представляват устройства, в които чрез полупроводникови прибори (или също така вакуумни електронни прибори, наречени на инженерен жаргон най-общо „лампи“), индуктивни и капацитивни елементи и вериги, се извършва преобразуване на електроенергия от дадени параметри (напрежение, ток, честота) в същата с други параметри (напрежение, ток, честота) съобразно нуждите за захранване на различни товари (консуматори).
Все по-широкото навлизане на електроенергията в бита и промишлеността налага използването на захранващи напрежения с различни параметри – стойност, вид, честота, форма и тн. Но тъй като първичните източници на електрическа енергия и електрическите мрежи не са в състояние да осигурят такава широка гама от напрежения, се налага използването на преобразуватели на електрическа енергия. Схемното съдържание, принципът на действие и анализът на електромагнитните процеси, както и разработване на основни методи за проектиране на полупроводникови преобразуватели на електрическа енергия са обект на изучаване от Силовата Електроника. Една от основните цели на научните изследвания в областта е търсенето и разработване на прибори, схемни решения и системи, при които преобразуването на електроенергия да се осъществява по възможност с най-малки загуби, при най-висока надеждност, ниски масогабаритни показатели и цена на устройствата.
Преобразуването на електрическа енергия започва да се развива като самостоятелен дял на науката след патентоването и развиването на първите електрически машини – устройства, в които се осъществява преобразуване на електрическа енергия в механична или обратно. Никола Тесла изобретява първия асинхронен двигател през 1888 г., а три години по-рано италианецът Галилео Ферарис през 1885 г. изобретява първия многофазен статор. В началото на XX век започва масово внедряване на електрически машини и въобще устройства използващи електрическа енергия в индустрията и бита на човечеството. Това поражда и необходимостта от търсене на нови и все по-ефективни методи и устройства за преобразуване на електроенергия за захранване на различни консуматори или устройства за съхранение на електроенергия. Първите силови електронни устройства използват вакуумни прибори за ключов елемент при комутиране на веригите. Вакуумните прибори постепенно са изместени от полупроводникови елементи (диоди, тиристори, биполярни и MOSFET транзистори) но намират широко приложение в специализирани високочестотни електронни устройства, като лазери, специаилзирани медицински устройства, радиолокация, устройства за индукционно нагряване/топене на метали или диелектрици и др. Развитието на полупроводниковата електроника през 50-те и 60-те години на ХХ век и необходимостта от преобразуване на електроенергия при захранване на огромна част от електроуредите и електрическите машини, обуславя също така и развитието на силовата електроника. Използването на полупроводникови прибори води до много по-ниска цена, габаритни размери и маса на електронните устройства, съчетани с висока надеждност и ниски загуби. От 70-те и 80-те години на ХХ век силовите електронни преобразуватели присъстват в почти всички електроуреди в нашия бит: захранващи и зарядни устройства за консуматори, инвертори за автономно захранване, преобразуватели използвани с възобновяеми източници на енергия, електрически задвижвания, индустриални процеси и други.
Наименованието „Силова електроника“ може да бъде подвеждащо, тъй като силовата електроника не се ограничава само до устройства с голяма мощност. Същото объркване съществува и при термините на други езици: английски – power electronics, френски – électronique de puissance и др. В ежедневието срещаме силови електронни устройства с най-разнообразна мощност:
- от няколко вата или дори по-малко (например зарядно устройство за телефон),
- няколкостотин вата (захранващи устройства на компютри, устройства за захранване и регулиране на бормашини и др. ръчни инструменти),
- няколко киловата (устройства за захранване на индукционни и микровълнови фурни, управление на електродвигателите на климатици, перални, асансьори и др. устройства за автономно захранване на консуматори от батерии или възобновяеми източници на енергия),
- няколко десетки ...до стотици киловата (задвижвания трамваи, тролейбуси, зарядни устройства и задвивания на електромобили, електронни преобразуватели за възобновяеми източници на енергия)
- няколко мегавата ... десетки или стотици мегавата (задвижвания на жп мотриси и метровлакове, индукционни пещи в металургията и др. индустрии, индустриални електрозадвижвания, електронни преобразуватели във ветрогенератори, фотоволтаични инсталации и въобще в електроцентралите).
Първите силови преобразуватели за управление на електрически двигатели са изобретени в началото на XX век. Елементите, чрез които се създават първите блокове, са лампови. Първият токоизправител е изобретен през 1902 година от американския изобретател Питър Купър Хюит. Тиристорите и високоволтовите диоди започват да се използват в силовата електроника от средата на 1950-те години.

## Основни видове силови електронни преобразуватели[2]
- Изправители (токоизправители): Преобразуват променливотокова електроенергия в постояннотокова. АС/DC преобразуватели.
- Инвертори: Преобразуват постояннотокова електроенергия в променливотокова. DC/АС преобразуватели.
- Постояннотокови преобразуватели: Преобразуват постояннотокова електроенергия в същата с различни стойности на тока и напрежението. DС/DC преобразуватели.
- Променливотокови регулатори: Преобразуват променливотокова електроенергия в същата с различни ефективни стойности и форма на тока и напрежението. АС/AC преобразуватели.

Базови са преобразувателите, в които се извършва еднократно преобразуване на електроенергията от променливотокова в постояннотокова или обратно.
Комплектни са преобразувателите, в които се извършва няколкократно преобразуване на електроенергия: най-често силовите електронни устройства включват няколко етапа на преобразуване на променливо- и постояннотокова електроенергия, както и съответните системи за автоматично регулиране, управление, защита от аварийни режими и др.
Например електрозадвижването на т. нар. „инверторни климатици“ е съставено от изправител, който преобразува променливотоковата електроенергия на мрежата (едно- или трифазна, с честота 50 или 60 Hz и фазно напрежение 110 или 220V) в постояннотокова, след което електродвигателя на компресора се захранва и управлява от трифазен инвертор с регулируема честота и ефективна стойност на напреженията (т. нар. честотно задвижване). В подобен случай имаме двукратно преобразуване: от АС в DC, след което отново в АС.
Енергията, добита от фотоволтаични инсталации също преминава през постояннотоков преобразувател, след което се отдава в електрическата мрежа чрез едно- или трифазен инвертор.